# Alfonso Dibós
Alfonso Dibós Muñante (Lima, 6 de mayo de 1976) es un actor y docente peruano. Obtuvo reconocimiento por haber desarrollado su carrera artística en el teatro, el cine y la televisión, participando y protagonizando en producciones nacionales.

## Biografía
Nació el 6 de mayo de 1976 en Lima, bajo el nombre completo de Alfonso Dibós Muñante. Estudió la facultad de Economía en la Universidad del Pacífico y a lo paralelo, trabajó como tesorero en un banco de su ciudad natal. Gracias a la recomendación de su amigo, el actor de teatro Sergio Llusena, le ha permitido emprender una carrera artística en el año 2002, inicialmente en la danza clásica, participando en los talleres de Mirella Carbone y Lorna Ortiz. 
Al poco tiempo, opta su incursión en la actuación, formándose en el Teatro de la Universidad Católica, bajo las direcciones y docencia de los primeros actores Alberto Ísola, Jorge Chiarella Krüger y la actriz Marisol Palacios. Dibós debuta de manera oficial como actor, dentro del reparto principal de la adaptación local de Enrique V, volviendo a trabajar con Ísola y conformando el elenco con las otras figuras actorales nacionales Bruno Odar, Salvador del Solar y Wendy Vásquez.
Participó en el elenco central de la obra de teatro El amor es un bien en 2016 y fue estrenado en el Teatro Alianza Francesa. Previo al estreno, tuvo como coach actoral al director y profesor de teatro Francisco Lummerman durante el Festival Sala de Reparto. Gracias a su papel, le valió un galardón de «Mejor actor de reparto de drama» por parte de los Premios El Oficio Crítico.
Asumió por primera vez como protagonista de la obra romántica Una relación pornográfica durante las temporadas 2016 y 2017, compartiendo el rol junto a Vanessa Vizcarra y continuó en proyectos con la productora Hermanas Lamancha.
Protagoniza en el año 2018 la obra de teatro Tres versiones de la vida junto a Sandra Bernasconi, asumiendo el papel de Humberto, un señor padre de familia quién se casó con Sonia, además de invitar a un científico a cenar en su casa, con el objetivo de ascenderlo profesionalmente en su trabajo.
En la televisión peruana, fue parte de los repartos de las teleseries De vuelta al barrio (2017-2018), interpretando a Israel Lerner, el padre de Betty Lerner y exsuegro de Beto Ganoza; Mi esperanza (2018) como el antagonista Rómulo Villagarcía; Cumbia pop (2018) en el papel de Francisco del Prado; Chapa tu combi (2019-2020) en el personaje del congresista Christian Floríndez; Señores papis (2019) como el doctor Juan Pérez; y Los otros libertadores (2021) como Vicente Angulo.[cita requerida]
Adicionalmente, en el cine fue parte de los repartos de las películas Condominio (2007) como el encargado del hotel; Una sombra al frente (2007) como el asistente telegráfico; los cortometrajes Ayaymama (2016) en el papel del doctor; Azul lúcido (2017) como Ezequiel; las comedias Aj Zombies! (2017) como el Padre Carretera; Utopía (2018) como Eduardo; Encintados (2022) como el doctor de emergencia; y los dramas Caiga quien caiga (2018) en el papel de Eduardo; Yuraq (2019) como Javier; y La pena máxima (2022).[cita requerida]
En el año 2020, fue partícipe y protagonista del monólogo virtual de thriller Muerde, asumiendo el papel de René y fue estrenado a través de la plataforma teatral Tevi, durante la pandemia de COVID-19 en Perú, retomando el personaje en la temporada 2022 en el Centro Cultural de la Pontificia Universidad Católica del Perú.
En el año 2021, inicia su etapa de colaboraciones con la productora de teatro La Ira Producciones.
En el año 2023, participó en el elenco central del montaje La selva de Miranda, inspirada en la obra literaria La tempestad de William Shakespeare, junto a los actores Manuel Gold, Eduardo Camino, Miguel Iza y Paloma Rojas, volviendo para la temporada 2024. En ese año, fue parte del reparto principal de la obra teatral Maquinal.
En el año 2024, fue protagonista de la otra producción teatral Próximo junto al actor Omar García, bajo el papel de Elián, un actor español que vive en Madrid, quién tiene comunicación virtual con su amigo Pablo. En ese año, asume el protagónico con Lita Baluarte en la ficción Sería una pena que se marchitaran las plantas.

## Filmografía

### Teatro
- Enrique V (2000s), reparto central.
- Blas, el zorrito audaz (2007), reparto principal.
- El amor es un bien (2014-2016), reparto principal.
- Una relación pornográfica (2017), protagonista.
- Tres versiones de vida (2018), Humberto (protagonista).
- Amistades peligrosas (2019), coprotagonista.
- Muerde (2020), René (protagonista).
- La selva de Miranda (2023-2024), coprotagonista.
- Maquinal (2023), reparto central.
- Próximo (2024), protagonista.
- Sería una pena que se marchitaran las plantas (2024), protagonista.

### Cine
- Condominio (2007), Encargado del hotel (reparto secundario).
- Una sombra al frente (2007), Asistente telegráfico (reparto recurrente).
- F-27 (2014), Piloto Rigoberto Vilar (reparto principal).
- Ayaymama (2016), Doctor (reparto secundario).
- Azul lúcido (2017) como Ezequiel (reparto principal).
- Aj Zombies! (2017), Padre Carretera (reparto principal).
- La última tarde (2017), reparto central.
- Utopía (2018), Eduardo (reparto principal).
- Caiga quien caiga (2018), Eduardo (reparto principal).
- Yuraq (2018), Javier (reparto principal).
- Encintados (2022), Doctor de emergencia (reparto recurrente).
- La pena máxima (2022), reparto principal.

### Televisión
- Al fondo hay sitio (2015), Alfieri Tafur (reparto recurrente).
- VBQ: Empezando a vivir (2017-2018), Antonio de la Riva Mendoza (reparto principal).
- Mi esperanza (2018), Rómulo Villagarcía de La Torre (antagonista principal).
- De vuelta al barrio (2019), Israel Lerner (reparto recurrente).
- Cumbia pop (2018), Francisco del Prado Figueroa (reparto recurrente).
- Chapa tu combi (2019-2020), Congresista Christian Floríndez (reparto principal).
- Señores papis (2019), Dr. Juan Pérez (reparto recurrente).
- Los otros libertadores (2021), Vicente Angulo (reparto principal).
- Maricucha (2022), Dr. Enrique Villaruiz (reparto recurrente).
- Pituca sin lucas (2024), Rafael (reparto recurrente).
- Eres mi sangre (2025), Octavio Navarro (reparto recurrente).

## Premios y nominaciones
| Año  | Premios                   | Categoría                         | Trabajo            | Resultado | Ref.  |
| ---- | ------------------------- | --------------------------------- | ------------------ | --------- | ----- |
| 2016 | Premios El Oficio Crítico | «Mejor actor de reparto de drama» | El amor es un bien | Ganador   | [ 1 ] |